# Tibor Keszthelyi
Tibor Keszthelyi, född 19 januari 1960 i Budapest, är en ungersk vattenpolospelare. Han deltog i vattenpoloturneringen vid olympiska sommarspelen 1988 där Ungern slutade på femte plats. Han är far till OS-bronsmedaljören Rita Keszthelyi.